# Frederik van Hessen-Philippsthal-Barchfeld
Frederik van Hessen-Philippsthal-Barchfeld (Grave, 13 februari 1727 - Barchfeld, 13 november 1777) was van 1761 tot aan zijn dood landgraaf van Hessen-Philippsthal-Barchfeld. Hij behoorde tot het huis Hessen-Kassel.

## Levensloop
Frederik was de tweede zoon van landgraaf Willem van Hessen-Philippsthal-Barchfeld uit diens huwelijk met Charlotte Wilhelmina, dochter van vorst Lebrecht van Anhalt-Bernburg-Schaumburg-Hoym. In 1761 volgde hij zijn vader op als landgraaf van Hessen-Philippsthal-Barchfeld.
Hij werd opgevoed in de Republiek der Zeven Verenigde Nederlanden en werd op zijn twaalfde benoemd tot compagniecommandant in het keizerlijk cavalerieregiment van zijn oudoom Maximiliaan van Hessen-Kassel. Tussen 1745 en 1762 was hij ook ritmeester en opper-luitenant bij de garde te paard in het Nederlandse leger. Daarna was hij van 1765 tot 1772 officier in het leger van Hessen-Kassel.
Op 15 januari 1775 huwde hij met Sophie Henriette (1740-1800), wild- en Rijn-gravin van Salm-Grumbach. Het huwelijk bleef kinderloos.
Frederik van Hessen-Philippsthal-Barchfeld overleed in november 1777 op 50-jarige leeftijd. Hij werd als landgraaf opgevolgd door zijn jongere broer Adolf.